# Grimes (Iowa)
Grimes es una ciudad ubicada en el condado de Polk en el estado estadounidense de Iowa. En el Censo de 2010 tenía una población de 8246 habitantes y una densidad poblacional de 268,24 personas por km².

## Geografía
Grimes se encuentra ubicada en las coordenadas 41°40′44″N 93°48′10″O / 41.67889, -93.80278. Según la Oficina del Censo de los Estados Unidos, Grimes tiene una superficie total de 30.74 km², de la cual 30.67 km² corresponden a tierra firme y (0.24%) 0.08 km² es agua.

## Demografía
Según el censo de 2010, había 8246 personas residiendo en Grimes. La densidad de población era de 268,24 hab./km². De los 8246 habitantes, Grimes estaba compuesto por el 95.02% blancos, el 1.06% eran afroamericanos, el 0.19% eran amerindios, el 1.69% eran asiáticos, el 0.02% eran isleños del Pacífico, el 0.75% eran de otras razas y el 1.27% pertenecían a dos o más razas. Del total de la población el 2.49% eran hispanos o latinos de cualquier raza.